# Депортація українців з Польщі до УРСР
Депортація українців з Польської республіки до УРСР — акція масового примусового переселення українців, що жили на захід від нового польсько-українського кордону, на територію Української РСР у 1944—1946 роках. Загалом було переселено 482 109 осіб (122 454 українських родин). Акція ґрунтувалася на договорі, підписаному 9 вересня 1944 року між Українською РСР і новоствореним Польським комітетом національного визволення (ПКНВ). Згідно з умовами договору, етнічні українці, що мали польське громадянство до 17 вересня 1939 року, повинні були переселитися до УРСР, а етнічні поляки та євреї, які мали польське громадянство до 17 вересня 1939 року (дати радянського вторгнення в Польщу), повинні були переселитися до повоєнної Польщі. Це здійснювалося відповідно до рішень Ялтинської та Тегеранської конференцій, а також планів щодо нового польсько-українського кордону.  Подібні угоди було підписано з Білоруською РСР та Литовською РСР; ці три документи зазвичай відомі як «Республіканські угоди». 
Депортація не охопила всього українського населення Польщі. Тих, хто залишився, було переселено на нові північно-західні території Польщі в рамках операції «Вісла».

## Правове оформлення
9 вересня 1944 в Любліні Польський комітет національного визволення (ПКНВ) уклав три міжнародні угоди (Республіканські договори) з трьома радянськими республіками: БРСР, УРСР і Литовською Радянською Соціалістичною Республікою. Офіційна назва договору між ПНР і УРСР: «Угода між Урядом Української РСР і Польським Комітетом Національного визволення про евакуацію українського населення з території Польщі та польських громадян з території УРСР». З польської сторони договір підписав голова ПКНВ Едвард Осубка-Моравський, з української — голова Ради Народних Комісарів УРСР Микита Хрущов. Договір передбачав добровільне переселення українців (у тому числі лемків), білорусів, росіян з 4 повітів Галичини і 7 повітів Холмщини до УРСР і повернення до Польщі поляків і євреїв, які станом на 17 вересня 1939 р. були громадянами Польської держави. Щодо корінного українського населення в ще 11 повітах Галичини і 4 Холмщини, його існування заперечувалась формулюванням «в інших районах Польщі, де можуть виявитися», але також підлягало добровільному переселенню.
Договір містив і таємну частину — детальну інструкцію виконання, яку переказав польському уряду 22 вересня 1944 р. представник СРСР при ПНВК — генерал Микола Булганін.

## Організація
Радянська сторона визначила Головного Уповноваженого, а польська — Головного Представника. Їхні резиденції були в Любліні й Луцьку. У допомогу їм надали по два заступники, а також регіональних представників і уповноважених, експертів і допоміжний технічний персонал.
Головними представниками польського уряду у справі евакуації українського населення з Польщі були: консул Рогальський (до 30 квітня 1945) і Юзеф Беднаж (з 1 травня 1945 по 11 березня 1947). Головними уповноваженими уряду УРСР виступали Микола Підгорний і М. Ромащенко (від 1 січня 1946)
Визначено представництва районних уповноважених у регіонах:
- з польського боку кордону — Володава, Холм, Замостя, Красностав, Білґорай, Грубешів, Любачів, Ярослав, Перемишль, Лісько, Томашів

- з українського боку кордону — Броди, Володимир-Волинський, Дрогобич, Дубно, Золочів, Кам'янка-Бузька, Ковель, Кременець, Луцьк, Львів, Рава-Руська, Рівне, Самбір, Станіслав, Стрий, Тернопіль, Ходорів, Чортків[4]

Обидві сторони застерегли для себе можливість утворення регіональних пунктів і в інших місцях.

### І етап переселення

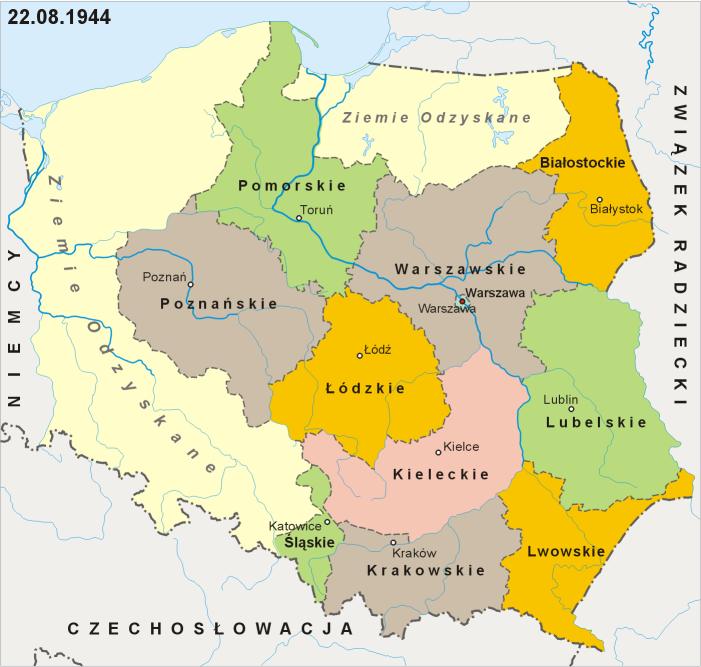
Адміністративний поділ Польщі 22.08.1944-28.06.1946

Територія, на якій відбувалась акція, охоплювала землі Ряшівського, Люблінського і Краківського воєводств. Усю її поділили на 15 районів, у кожному з котрих діяла окрема, так звана польсько-українська комісія. До повноважень цих комісій входило збирання заяв від місцевого населення, щодо виїзду, підготовка списків переселенців і евакуаційних карт, організація транспорту, тощо.
Комісії співпрацювали з місцевою адміністрацією, а також із Державною Репатріаційною Установою. Оскільки комісії не розуміли, яка загальна кількість осіб підлягає переселенню, наприкінці 1944 р. було проведено перепис населення. Критерії перепису не були ясно сформульовані, в основному національність ототожнювалася з релігійно-конфесійною належністю (греко-католики — українці, лемки, римо-католики — поляки). Він виявив існування української меншості чисельністю близько 500 тисяч осіб. Така кількість осіб стала для влади несподіванкою.
Угоди з Україною і Білоруссю передбачали, що в термін від 15 вересня до 15 жовтня 1944 року буде проведена реєстрація осіб, які хочуть переселитися, а сама операція обміну населенням продовжиться від 15 жовтня 1944 до 1 лютого 1945, що виявилося зовсім нереальним.
Заохоченнями до виїзду мало стати звільнення від всіх податків і страхових оплат, а також анулювання всіх прострочених платежів. Було обіцяно, що за залишене майно і посіви (які були описані) буде надано еквівалентом, а також гарантовано отримання землі (до 15 га) у новому місці.
Польською стороною були передбачені інші методи впливу: українське населення виключалося з аграрної реформи ПНВК, ліквідовувалося навчання в школах українською, було відмовлено у визнанні Української Греко-католицької Церкви (майно розкрадалося та руйнувалося; церкви перетворювали на склади), а діяльність Польської Автокефальної Православної Церкви значно обмежувалася.
Незважаючи на ці методи впливу, українське населення не дуже охоче наважувалося на виїзд з етнічних земель. Попри те — при добровільному чи промусовому виселенні Польська влада не захищала від грабунку особистого майна, після чого населення (також не забезпечене житлом та продовольством і від приймаючої сторони) було змушене самостійно пристосовуватися на нових територіях обмінюючи худобу, одяг та елементи побуту на їжу житло.
І етап репатріації тривав від 15 жовтня до 31 грудня 1944. За цей період з Польщі виїхало 19 899 українців (5 035 родин), серед яких: — 4 025 осіб з Холмського повіту, — 3 902 особи з Грубешівського повіту, — 3 380 осіб з Томашівського повіту, — 1 862 особи з Замойського повіту.
Це були в основному мешканці тих сіл, котрі були спалені весною і влітку 1944 року польськими партизанськими загонами.

### ІІ етап переселення
Другий етап тривав з 1 січня до кінця серпня 1945.
Взимку репатріація була призупинена через складні погодні умови. Навесні 1945 р. виїхали мешканці зруйнованих при відступі німецьких військ та сусідніх сіл поблизу Лупківського і Дукельського перевалів. Це була, практично, остання група осіб, які добровільно зголосилися на виїзд до СРСР. До половини 1945 року (доки ще застосовували засади добровільності) виїхало близько 80 000 осіб.
У зв'язку зі слабким відгуком серед українців влада згодилася на перемовини. 24 липня 1945 року організовано зустріч представників польського уряду з кільканадцятьма представниками українського населення (Й. Константинович, М. Королько, П. Дудка, В. Войтович, Й. Чолій, І. Візерук, А. Назаревич, Й. Масляк та інші) (пол. J. Konstantynowicz, M. Korolko, P. Dudka, W. Wojtowicz, J. Czolij, I. Wizeruk, A. Nazarewicz, J. Maślak i inni), яких запросив особисто польський прем'єр Едвард Осубка-Моравський (пол. Edward Osóbka-Morawski). Українські делегати заявили, що:
- не мають бажання залишати землю, на якій проживали споконвічно;
- вважають себе польськими громадянами й очікують ставлення до себе згідно з Конституцією Речі Посполитої;
- вимагають рівності в доступі до земельної реформи;
- вимагають свободи відправляти релігійні потреби;
- вимагають відкриття шкіл з українською мовою навчання;
- вимагають дозволу на відновлення українського кооперативного руху;
- просять згоди на створення української демократичної партії;
- просять про амністію для звинувачених за політичними статтями.

Польський уряд взяв на себе зобов'язання виконати більшість пунктів заяви після закінчення акції.
Проте, згодом у Варшаві було прийнято рішення про примусове переселення українців, котрі залишились на території Польщі. Задля ефективності операції до українського населення були застосовані статті з довоєнного права, котре давало можливість виселення з прикордонних районів держави осіб, чия присутність там «загрожувала безпеці Польщі». Під депортацію також підпадали українці, котрі в той час служили у Червоній Армії, причому це було зроблено також на основі довоєнного розпорядження, котре позбавляло польського громадянства осіб, які служать в іноземній армії.
22 серпня 1945 року відбулась нарада у міністра громадської адміністрації Польщі, в якій взяв участь начальник Генштабу генерал Кориця і на якій вирішено оголосити українському населенню про 14-денний термін його виїзду в УРСР. В іншому випадку передбачалося застосування примусових засобів виселення.

### ІІІ етап переселення

Розпорядження польського УБ про примусове виселення українців Ліського повіту за допомогою війська (1945 р.)

22 серпня 1945 року польська комуністична влада направила в райони виселення частини третьої, восьмої і дев'ятої дивізій польської армії. До їх завдань входило забезпечення процесу виселення та конвоювання виселених до збірних пунктів, а також охорона залишеного майна. Дивізії розпочали свою діяльність з вересня 1945 року.
Третій етап тривав з 1 вересня по 31 грудня 1945 року. На даному етапі польською владою виселено 81 806 осіб (22 854 сімей).
Насильницька депортація спочатку охопила чотири повіти: Ліський, Перемишльський, Сяноцький і Любачівський. У міру розвитку акції депортації військові підрозділи передислоковувалися до решти повітів, населених українцями. На Лемківщині розпочато виселення з місцевості, котра лежала в приграничній смузі, використовуючи як правову підставу розпорядження міністра внутрішніх справ Польщі від 22 січня 1937 року про прикордонну зону держави.
3 вересня до південно-східної Польщі вирушили 3, 8 і 9-та дивізії Війська Польського, на яких покладалося виселення українців, причому Управління безпеки в Ряшеві дав вказівку виселяти навіть мішані родини, якщо батько не був поляком.
6 вересня 1945 в с. Тисова Перемишльського повіту Ряшівського воєводства вночі загін УПА (30 осіб) атакував батальйон Війська Польського, який здійснював депортацію українського населення; попри значні втрати повстанцям вдалося на деякий час припинити переселенську акцію.
Депортація супроводжувалась репресіями. 10 вересня єпископ Перемиський Й. Коциловський передав двома посланцями в американське і британське посольства інформацію про характер польсько-українського трансферу, надужиття утисків й порушення прав громадян, які при цьому мали місце, а також прохання про допомогу. 21 вересня 1945 року був уперше заарештований греко-католицький єпископ Перемишльський Йосафат Коциловський. Влада безуспішно намагалась примусити його видати відозву, яка б закликала вірних і духовенство УГКЦ до виїзду в УРСР.
У відповідь на примусове переселення провідник УПА в Польщі полковник «Орест» 9 вересня 1945 видав наказ про наступ проти комісій з переселення і польських військ, що супроводжували депортованих, а також спалювання спорожнілих поселень з метою затримки їх заселення поляками. Також нападам піддавались залізничні лінії, станції, мости і шляхопроводи. Аналогічні накази видавав провідник УПА «Стяг».
Це рішення викликало в польському суспільстві відчуття реальної загрози й дало польській владі додатковий аргумент на користь примусовості виселення. Відчувши загрозу з боку УПА, польський уряд інтенсифікував дії щодо депортації українського населення.
11 вересня в містечку Лісок провідник ОУН 5-го району Ігор і пропагандист цього ж району «Сокіл» провели конспіративну зустріч з головою комітету Польської робітничої партії Станіславом Гером і обговорили можливості протидії переселенській акції.
11 жовтня в Грубешівському повіті (Польща) українські повстанські підрозділи, протидіючи акції переселення, підпалили пусті села Черничин, Черничинок, Теребінь, Теребінець, Масломичі, Метелин з хуторами.

### IV етап переселення
Четвертий етап тривав з 1 січня по 15 червня 1946.
Після підписання 14 грудня 1945 року додаткового протоколу до Угоди й закінчення 15 січня 1946 року остаточного терміну реєстрації, поновлено виселення українського населення. В 1946 загони Польської народної армії здійснювали акції пацифікації, або придушення, зокрема у наступних селах: Терка (30 жертв) , Березовець коло Чашина (9 жертв), Поляни Суровичні (9 жертв), Карликів (14 жертв), Мхава (кількість жертв невідома)). Найкривавішою була Різня в Завадці Мороховській де 96 жителів села було замордовано солдатами 34-го піхотного полку.
5 квітня 1946 року створена Оперативна група «Ряшів» (пол. GO "Rzeszów") під командуванням генерала Яна Роткевича. Цій організації були підпорядковані 3-я, 8-а і 9-а піхотні дивізії, 14-й та 18-й піхотні полки, і всі сили Пограничної сторожі (пол. Wojska Ochrony Pogranicza, WOP), Корпусу Внутрішньої безпеки (пол. Korpus Bezpieczeństwa Wewnętrznego, KBW), міліції (пол. Milicja Obywatelska, МО), та Міністерства Громадянської Безпеки (рос. Ministerstwo Bezpieczeństwa Publicznego, MBP). 26 квітня 1946 року генерал Стефан Моссор наказав групі «Ряшів», Люблінському військовому округу та Краківському військовому округу, щоб до 15 червня депортувати 14 045 сімей в Україну, які, за даними комісій з переселення, все ще залишалися в цьому районі. Для досягнення цієї мети було збільшено число депортованих сімей від 100 до 500 на день. 26 червня 1946 року (тобто після закінчення терміну угоди) було з єпископського палацу силою викрадено єпископа Йосафата Коциловського і віддано до рук НКВС, яке ув'язнило його й вивезло до СРСР. 27 червня 1946 року було заарештовано допоміжного єпископа Перемишльської єпархії Григорій Лакота та членів перемишльського греко-католицького капітулу. Обидва єпископи загинули на чужині.

## Наслідки
Загалом, під час проведення акції, було переселено 482 109 осіб (122 454 українських родин), у тому числі:
- з Краківського воєводства — 21 776 осіб;
- з Ряшівського воєводства — 267 795 осіб;
- з Люблінського воєводства — 190 734 особи.

6 травня 1947 року уряди ПНР і УРСР оголосили спільну заяву про закінчення переселення поляків з території УРСР до Польщі і українського населення з території Польщі до УРСР.

## Вшанування пам'яті
8 листопада 2018 року Верховна Рада України ухвалила Постанову «Про відзначення на державному рівні 75-х роковин початку депортації українців із Польщі у 1944—1951 роках". За ухвалення відповідного проєкту постанови № 8603 проголосували 234 депутати, при мінімально необхідних 226. Так парламент встановив відзначити на державному рівні 75-і роковини початку депортації автохтонних українців з Лемківщини, Надсяння, Холмщини, Підляшшя, Любачівщини, Західної Бойківщини у 1944—1951 рр.
Другим пунктом постанови парламент встановив другу неділю вересня Днем пам'яті примусового виселення автохтонних українців з Лемківщини, Надсяння, Холмщини, Південного Підляшшя, Любачівщини, Західної Бойківщини у 1944—1951 роках. (Прив'язка до неділі відірвала поминання депортованих від дати угоди про депортації — 9 вересня).
Третім пунктом парламент рекомендував Президенту «оголосити в Україні 2019 рік роком пам'яті депортованих українців» з цих територій у 1944—1951 рр. Кабінету міністрів  Рада рекомендує забезпечити відзначення у 2019 році на державному рівні 75-х роковин початку депортації автохтонних українців.
29 липня 2025 року Президент України Володимир Зеленський підписав закон, який офіційно визнав громадян України, примусово виселених з території Польської Народної Республіки впродовж 1944–1951 років, депортованими.

## Світлини

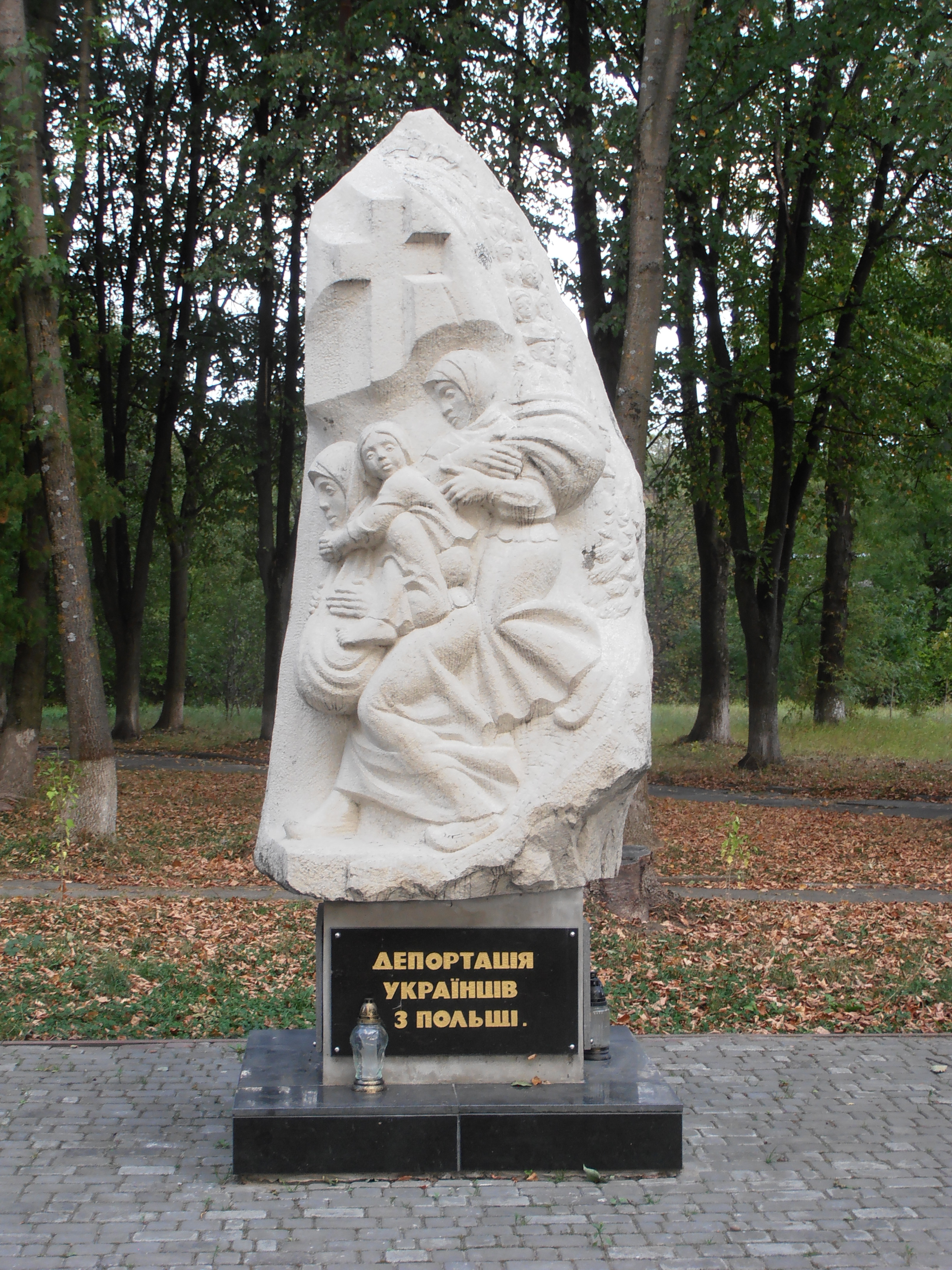
Монумент депортованим з Польщі у Калуші
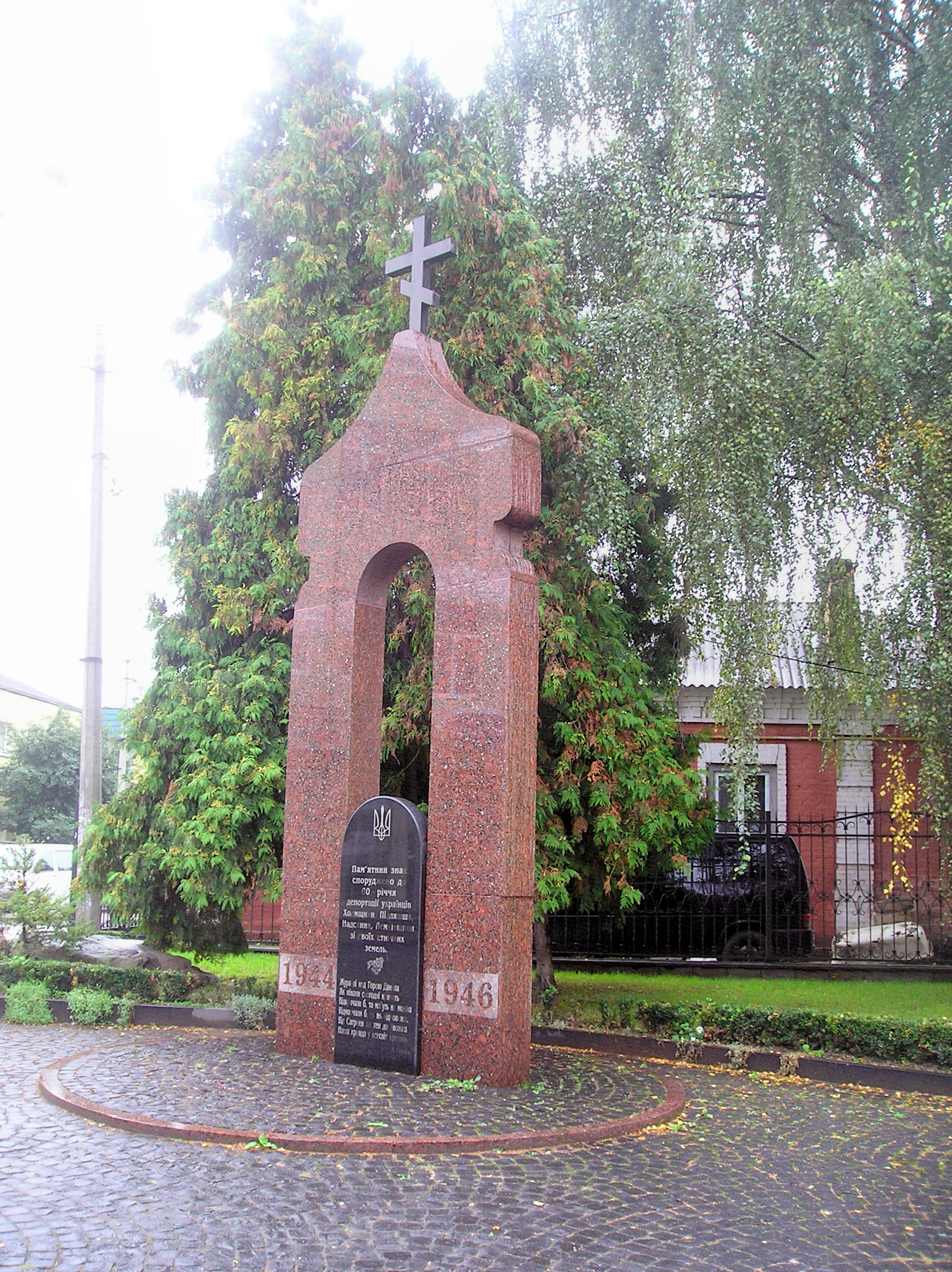
Пам'ятний знак у Рівному